# Aston Martin DB7 Zagato
La DB7 Zagato è una autovettura gran turismo prodotta dalla Aston Martin, in collaborazione con la carrozzeria Zagato, dal 2002 al 2003 in edizione limitata.

## Contesto
Il modello è stato presentato al Salone dell'automobile di Parigi nell'ottobre del 2002. Tutti gli esemplari previsti furono immediatamente prenotati. Solamente 99 vetture vennero vendute al pubblico con un prezzo base di 250.000 dollari; un esemplare aggiuntivo fu invece prodotto per il museo della Aston Martin. Fu disponibile con due tipi di carrozzeria, coupé e cabriolet, entrambe a due porte.
La DB7 Zagato derivava dalla DB7, e con essa condivideva il motore V12 da 6 L di cilindrata e la trasmissione manuale a sei velocità. La trazione era posteriore, mentre il motore era anteriore.
Il modello raggiungeva la velocità massima di 299 km/h e poteva accelerare da 0 a 97 km/h in 4,9 secondi.
A differenza della successiva DB AR1, la DB7 Zagato era costruita su un telaio piuttosto corto.